# Eclipse lunar de junio de 2020
| Eclipse penumbral de luna 5 de junio de 2020                                | Eclipse penumbral de luna 5 de junio de 2020 |
| --------------------------------------------------------------------------- | -------------------------------------------- |
| Previo                                                                      | Eclipse \| Eclipse total \| Saros            |
| Posterior                                                                   | Eclipse \| Eclipse total \| Saros            |
| Eclipse lunar, en Johannesburgo, 19:18 UTC.                                 |                                              |
| La Luna pasando de derecha a izquierda, a través de la sombra de la Tierra. |                                              |
| Saros                                                                       | 111 (67 de 71)                               |
| Duración (h:min:s)                                                          |                                              |
| Penumbra                                                                    | 19:12:20                                     |
| Contactos                                                                   |                                              |
| P1                                                                          | 17:45:50 UTC                                 |
| Máximo                                                                      | 19:25:02 UTC                                 |
| P4                                                                          | 21:04:03 UTC                                 |

Un eclipse lunar penumbral ocurrió el 5 de junio del 2020; se trató del segundo de los cuatro eclipses lunares penumbrales de 2020. 
Coincidió con la denominada «Luna de Fresa», pues es el fin de la primavera en el hemisferio norte y la época de cosechas de este fruto y por su color naranja que se debe a una mayor dispersión de Rayleigh cuando la Luna Llena está muy baja en el horizonte en los cielos de junio.
Este eclipse forma parte del ciclo de Saros 111.

## Visualización

### Mapa
El siguiente mapa muestra las regiones desde las cuales fue posible ver el eclipse. En gris, las zonas que no observaron el eclipse; en blanco, las que sí lo vieron; y en celeste, las regiones que pudieron ver el eclipse durante la salida o puesta de la Luna.

### Perspectiva de la Luna
Esta simulación muestra la perspectiva desde la Luna al momento máximo del eclipse. El fenómeno fue visible completamente sobre Asia, África, Oriente Próximo, Oceanía y partes de América del Sur.

### Galería

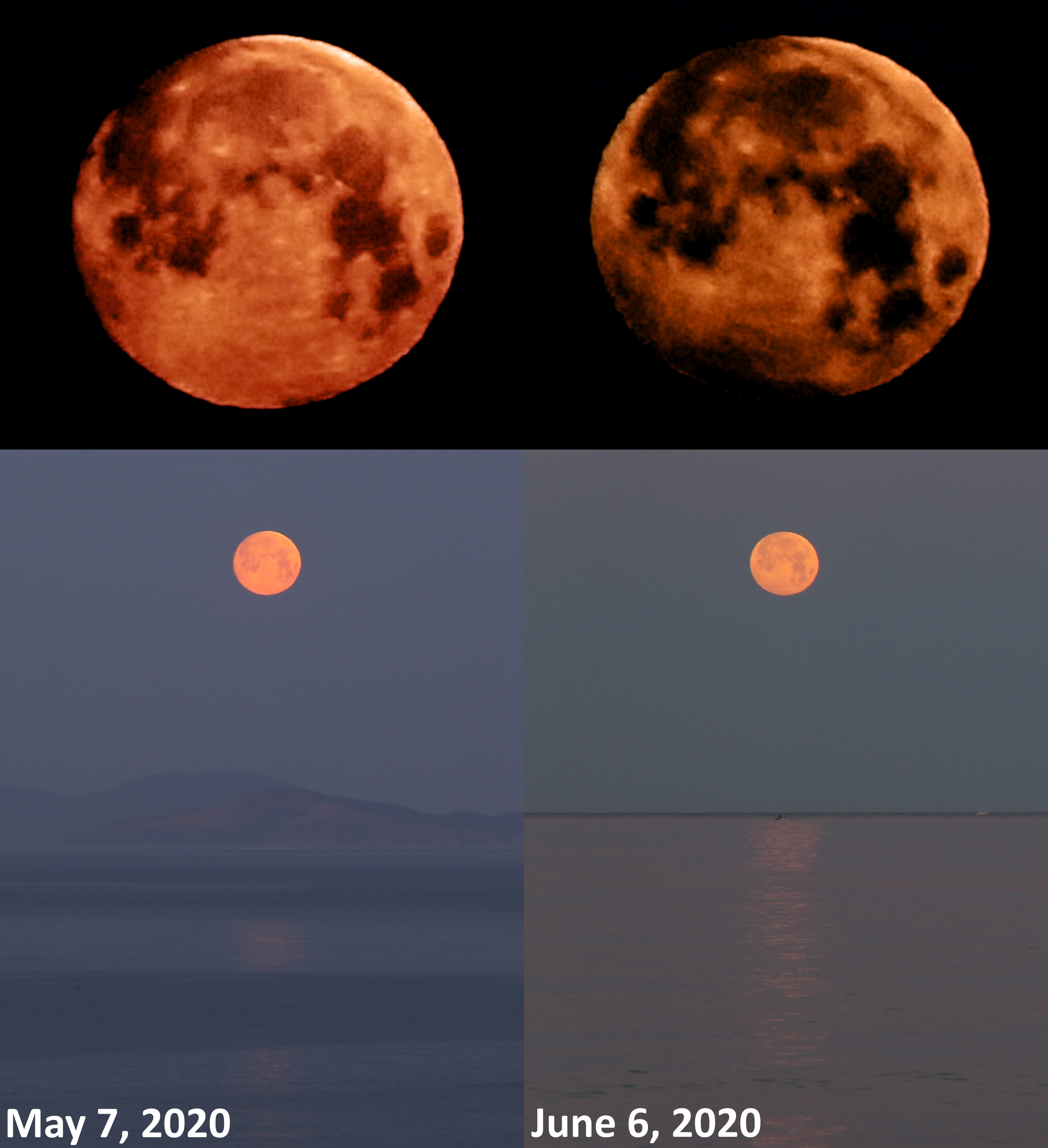
El eclipse coincidió con la denominada "Luna de Fresa", cuyo color naranja se debe a una mayor dispersión de Rayleigh a medida que la Luna aparece cerca del horizonte. Foto en Najodka, Rusia, 19:26 UTC.

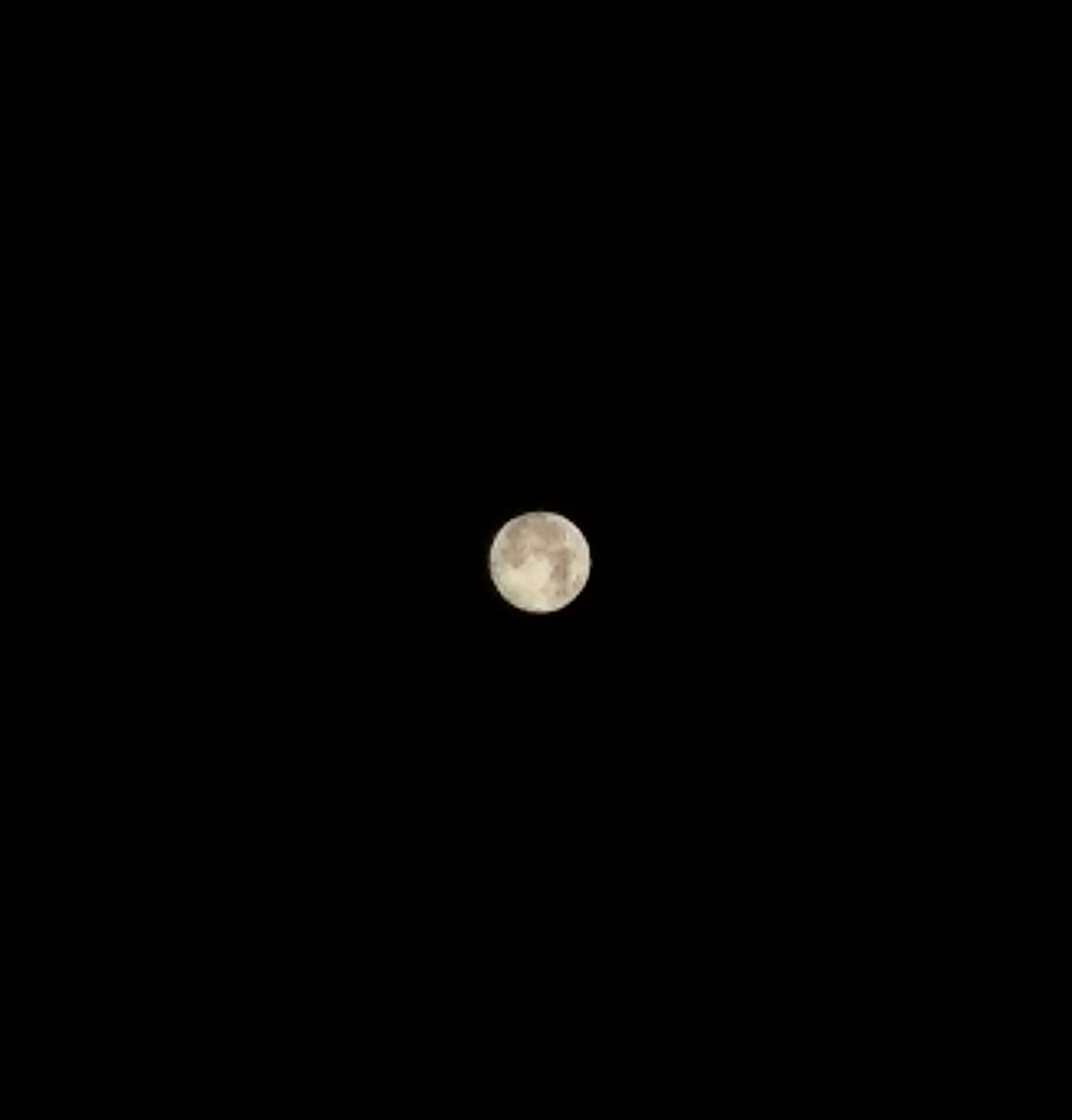
San Jose del Monte, Filipinas, 18:51 UTC
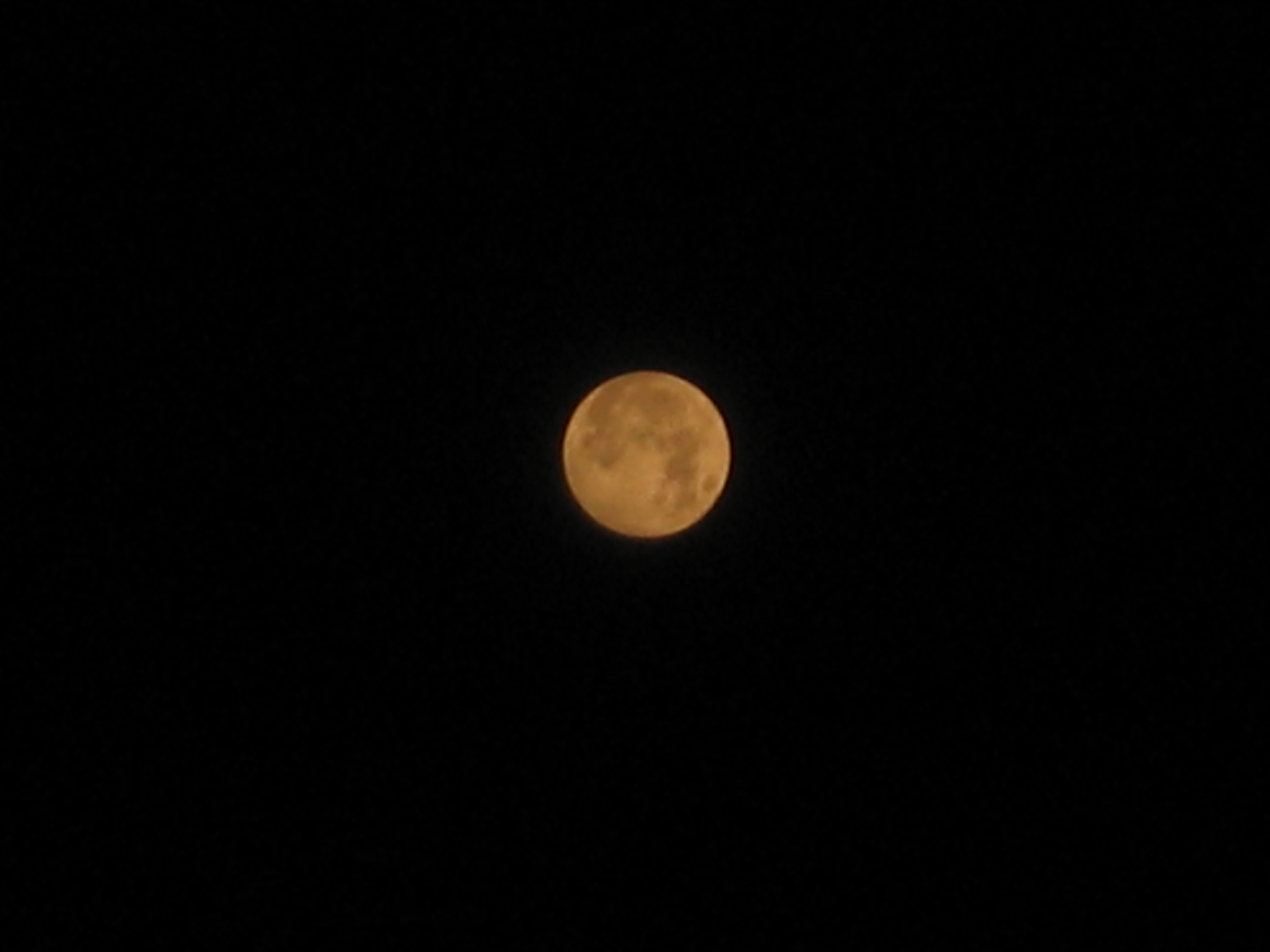
Hefei, China, 19:25 UTC
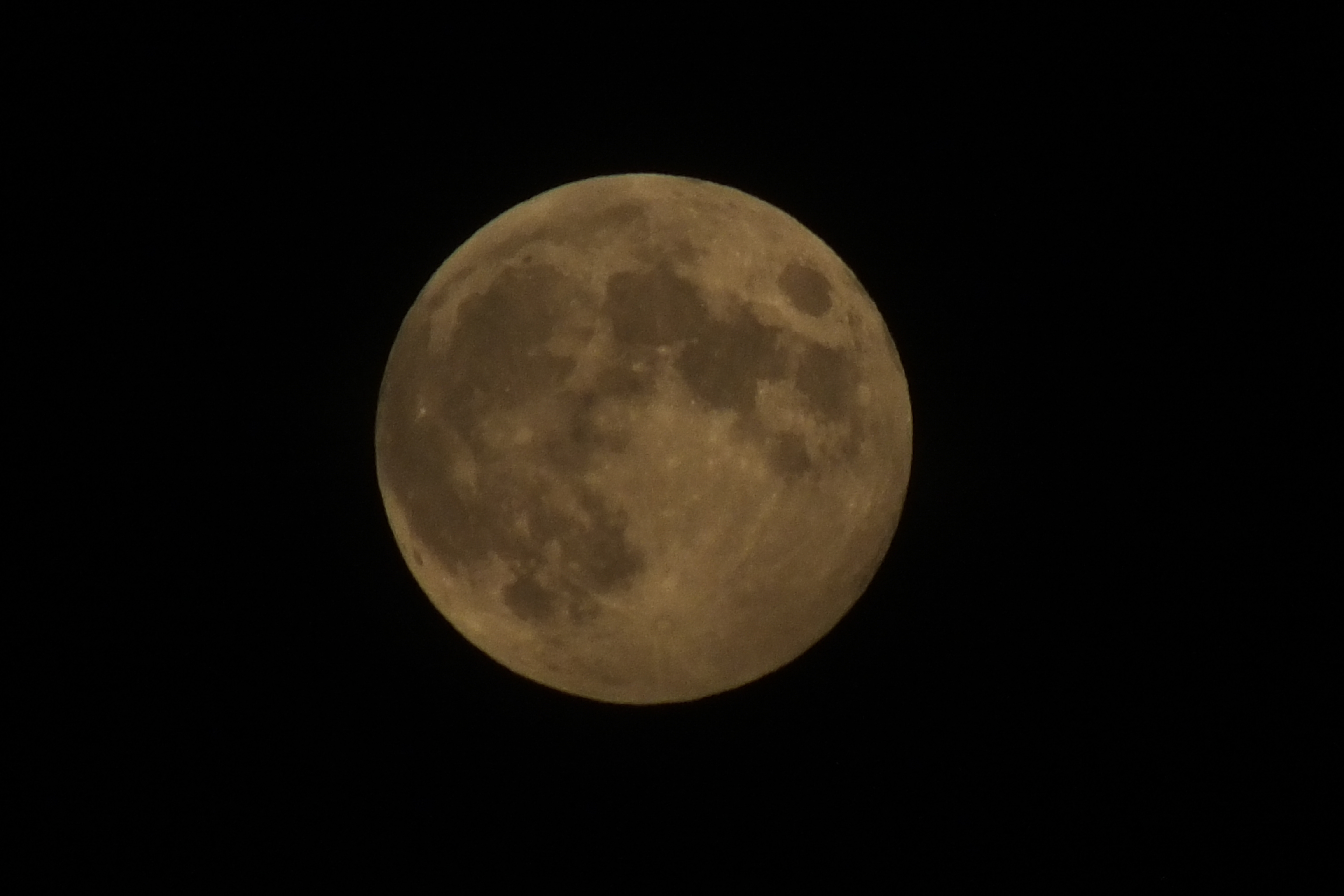
Moscú, Rusia, 19:33 UTC
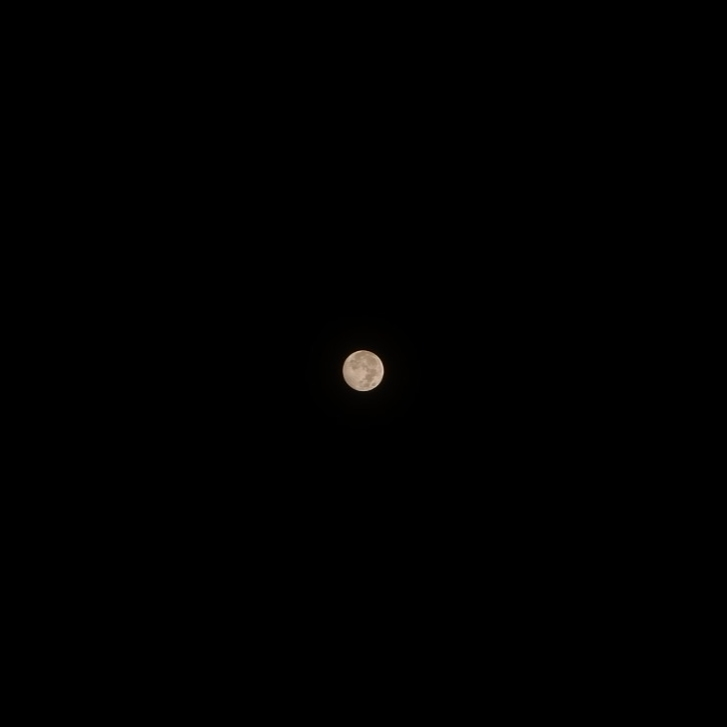
Blora Regency, Indonesia, 19:39 UTC
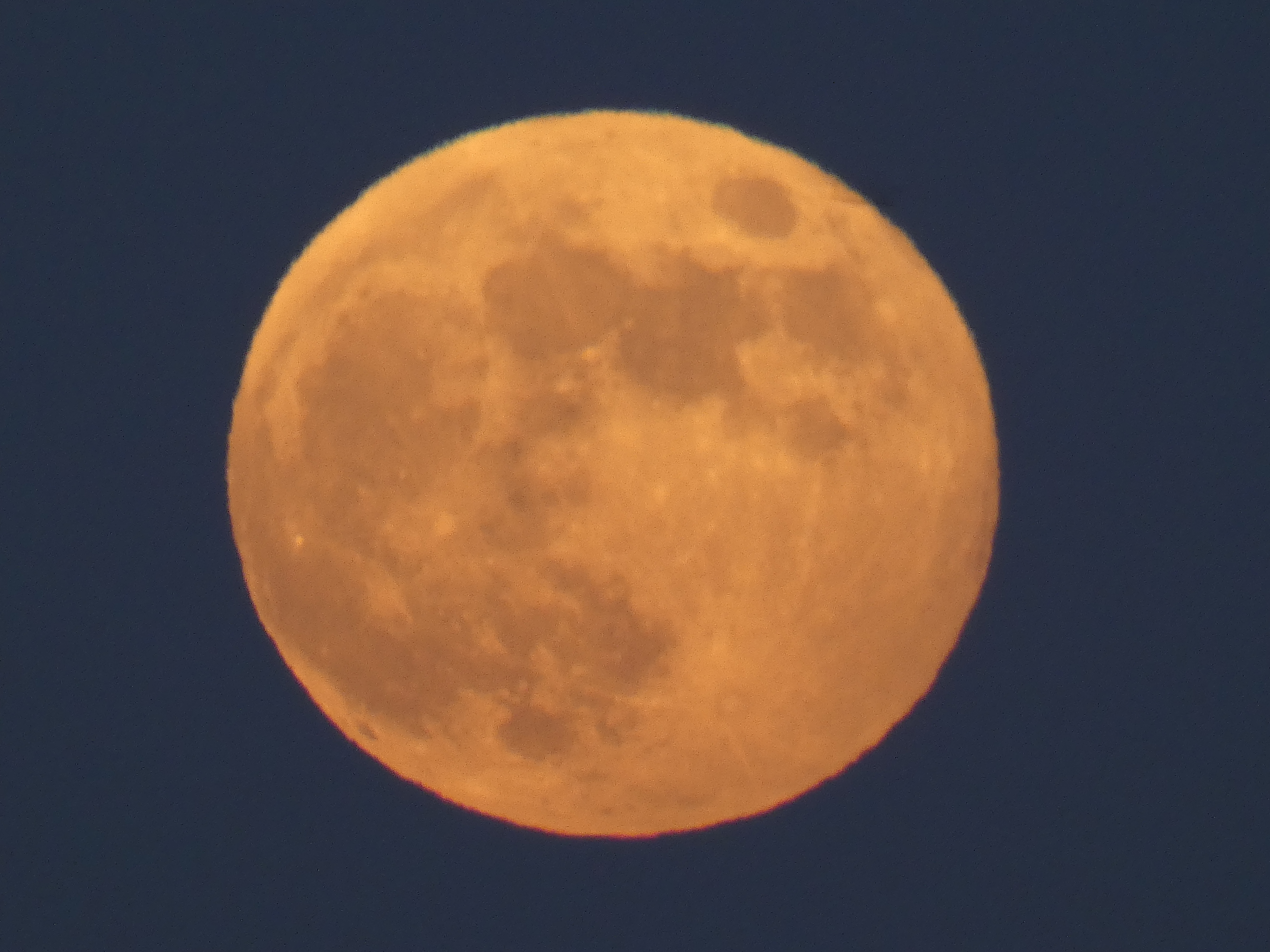
Logroño, España, 19:56 UTC

## Eclipses relacionados

### Serie del año lunar
| Conjuntos de series de eclipses lunares de 2020 a 2023 | Conjuntos de series de eclipses lunares de 2020 a 2023 | Conjuntos de series de eclipses lunares de 2020 a 2023 | Conjuntos de series de eclipses lunares de 2020 a 2023 | Conjuntos de series de eclipses lunares de 2020 a 2023 | Conjuntos de series de eclipses lunares de 2020 a 2023 | Conjuntos de series de eclipses lunares de 2020 a 2023 | Conjuntos de series de eclipses lunares de 2020 a 2023 | Conjuntos de series de eclipses lunares de 2020 a 2023 |
| ------------------------------------------------------ | ------------------------------------------------------ | ------------------------------------------------------ | ------------------------------------------------------ | ------------------------------------------------------ | ------------------------------------------------------ | ------------------------------------------------------ | ------------------------------------------------------ | ------------------------------------------------------ |
| Nodo descendente                                       | Nodo descendente                                       | Nodo descendente                                       | Nodo descendente                                       |                                                        | Nodo ascendente                                        | Nodo ascendente                                        | Nodo ascendente                                        | Nodo ascendente                                        |
| Saros                                                  | Fecha                                                  | Tipo                                                   | Gamma                                                  | Saros                                                  | Fecha                                                  | Tipo                                                   | Gamma                                                  |                                                        |
| 111                                                    | 5 de junio de 2020                                     | Penumbral                                              | 1.24063                                                | 116                                                    | 30 de noviembre de 2020                                | Penumbral                                              | -1.13094                                               |                                                        |
| 121                                                    | 26 de mayo de 2021                                     | Total                                                  | 0.47741                                                | 126                                                    | 19 de noviembre de 2021                                | Parcial                                                | -0.45525                                               |                                                        |
| 131                                                    | 16 de mayo de 2022                                     | Total                                                  | -0.25324                                               | 136                                                    | 8 de noviembre de 2022                                 | Total                                                  | 0.25703                                                |                                                        |
| 141                                                    | 5 de mayo de 2023                                      | Penumbral                                              | -1.03495                                               | 146                                                    | 28 de octubre de 2023                                  | Parcial                                                | 0.94716                                                |                                                        |
|                                                        |                                                        |                                                        |                                                        |                                                        |                                                        |                                                        |                                                        |                                                        |
| Último conjunto                                        | 5 de julio de 2020                                     | 5 de julio de 2020                                     | 5 de julio de 2020                                     | Último conjunto                                        | Eclipse lunar de enero de 2020                         | Eclipse lunar de enero de 2020                         | Eclipse lunar de enero de 2020                         |                                                        |
|                                                        |                                                        |                                                        |                                                        |                                                        |                                                        |                                                        |                                                        |                                                        |
| Siguiente conjunto                                     | 25 de marzo de 2024                                    | 25 de marzo de 2024                                    | 25 de marzo de 2024                                    | Siguiente conjunto                                     | 18 de septiembre de 2024                               | 18 de septiembre de 2024                               | 18 de septiembre de 2024                               |                                                        |

### Serie Saros
Este fue el 67.º eclipse en el ciclo 111 de Saros lunar. Un eclipse lunar circundantes en este ciclo de Saros fue el del 26 de mayo de 2002. Este eclipse lunar fue precedido y será seguido por eclipses solares dentro de 9 años y 5,5 días (medio saros). Este eclipse lunar está relacionado con dos eclipses solares parciales en el ciclo 118 de Saros solares.
| 1 de junio de 2011 | 12 de junio de 2029 |
| ------------------ | ------------------- |
|                    |                     |